# Gustav Fierla
Gustav Fierla, polsky Gustaw Fierla; (18. července 1896 Horní Lutyně – 21. listopadu 1981 Český Těšín) byl československý malíř, středoškolský učitel, folklorista a sociální aktivista polské národnosti. Jeho dílo je spojeno s Těšínskem a hlavně Zaolším.

## Život
Gustav Fierla vystudoval polské reálné gymnázium v Orlové, pak studoval na Akademii výtvarných umění v Krakově, kde byli jeho učiteli mj. Józef Mehoffer a Stanisław Dębicki. V roce 1927 začal pracovat na své bývalé střední škole v Orlové, kde byl učitelem kreslení. Působil zde až do roku 1955. Byl aktivistou polské Matice školské, kde působil mj. jako vedoucí muzejní sekce a hlavní kurátor sbírek. Spolu s Karolem Piegzou uspořádal první malířskou výstavu v Zaolší. Byl také aktivní v Slezském svazu literátů a umělců a v národopisné sekci krajanského sdružení Beskid Śląski v Těšíně. Po druhé světové válce působil v Literární a umělecké sekci Polského kulturního a osvětového sdružení v Československu.
Jako malíř byl ovlivněn především impresionismem. Vytvořil více než 400 olejomaleb, jejichž motivem jsou většinou krajiny, zátiší a květiny. Vystavoval svá díla na více než 20 samostatných výstavách.
Jako folklorista má značné zásluhy v oblasti dokumentování hmotné kultury těšínského Slezska. Je mj. autorem knih Strój Lachów Śląskich (Kroj slezských Lachů, Vratislav 1969), Strój cieszyński (Těšínský kroj, Český Těšín 1977) a mnoha článků věnovaných kultuře a lidovému umění.